# Bursa
Bursa (tidligere Prusa ad Olympum) er en by i det nordvestlige Tyrkiet med et indbyggertal pr. 2014 på 2.787.539. Det gør den til landets fjerdestørste by. Byen er hovedstad i en provins, der også hedder Bursa og ligger ca. 90 kilometer sydøst for Istanbul.

## Historie
Bursa er ifølge overleveringen grundlagt år 202 f.Kr. af den bithynske konge Prusias 1. Kholus. Ved valget af byens placering skal kongen have fået rådgivning af den karthagiske hærfører Hannibal. Siden 74 f. Kr. var Prusa med hele Bithynien en del af den romerske provins Bithynia. Prusa blev en populær kurby på grund af sine jern- og svovlholdige kilder og blev en vigtig handelsplads ved at den endemålet for Silkevejen.
Prusa blev under kong Nikomedes 4. af Bithynien (død 74 e.Kr.) romersk. Byen var senere hovedstad for det byzantinske vestre Anatolien.
År 257 blev byen plyndret af goterne. Omkring denne tid fik byen en bymur.
I år 1315 indledte Osman 1. en belejring af byen, som faldt til osmannerne den 6. april 1326. Bursa var så hovedstad i det osmanniske rige fra 1335 til 1389, da den blev erstattet af Edirne. Bursa fortsatte imidlertid at være en vigtig by i riget og her er flere sultaners grave og flere store moskéer.
1402 blev Bursa ødelagt af mongolerne under Timur Lenk, og dermed faldt en stor del af den osmanniske statsskat i deres hænder. Byen oplevede en ny opblomstring under Mehmet 1.s regering (1413 til 1421). En stor brand i 1801 og et jordskælv 1855 ødelagde store dele af byen. efter den 1. verdenskrig var Bursa en kort tid besat af Frankrig. I sommeren 1920 erobrede Grækenland Bursa. Efter grækernes nederlag i den Græsk-tyrkiske krig (1919-1922) blev byen igen en del af Tyrkiet. Den derpå følgende befolkningsudveksling i 1923 mellem Grækenland og Tyrkiet efter Lausanne-traktaten var en stor økonomisk belastning for byen.
Efter 1923 blev Bursa en af Tyrkiets vigtigste industrielle centre og er i dag landets fjerde største by.

## Seværdigheder
Særlige seværdigheder er sultan Mehmet 1.s gravsted, Yeşil Türbe og de mellem 1380 og 1420 byggede moskéer, Ulu Cami, den Grønne moské og Orhan-Gazi-moskéen. Den sefardiske Mayor-Synagoge stammer fra slutningen af det 15. århundrede og blev benyttet indtil 1975.
Andre seværdigheder er de første osmanniske sultaners gravsteder, Osman 1. og Orhan 1., og basarerne, særlig silkebasaren Koza Haner et besøg værd.
Det 2542 Meter høje bjerg Uludağ i Uludağ-nationalparken er Tyrkiets vigtigste vintersportcentrum. Fra byen tager det ca. en time med bil eller bus at komme derop. Bursa er også kendt for sin varme kilde i bydelen Çekirge.

## Galleri
- Bursas beliggenhed
- Bursa i 1890
- Bursa
- Bursa
- Orhan Gazi moskéen
- Den store moské i Bursa